# Per Jönsson (1845–1906)
Per Jönsson (i riksdagen kallad Jönsson i Färeköp), född 30 april 1845 i Glimåkra församling, Kristianstads län, död där 6 november 1906, var en svensk hemmansägare och riksdagsman. Jönsson var ägare till ett hemman i Färeköp i Glimåkra socken. Han var i riksdagen ledamot av andra kammaren.